# Enumeratieve meetkunde

Cirkels van Apollonius

In de algebraïsche meetkunde, een deelgebied van de wiskunde, houdt de enumeratieve geometrie zich bezig met het tellen van het aantal oplossingen voor meetkundige vragen, voornamelijk door gebruik te maken van de intersectietheorie.

## Geschiedenis
Het raakprobleem van Apollonius is een van de vroegste voorbeelden van enumeratieve meetkunde. Dit probleem vraagt naar het aantal en de constructie van cirkels die raken aan drie gegeven cirkels, punten of lijnen. In het algemeen heeft het probleem voor drie gegeven cirkels acht oplossingen, die kunnen worden gezien als 23, waarbij elke raakvoorwaarde een kwadratische voorwaarde oplegt aan de ruimte van cirkels. Voor speciale rangschikkingen van de gegeven cirkels kan het aantal oplossingen echter ook elk geheel getal van 0 (geen oplossingen) tot zes zijn; er is geen rangschikking waarvoor er zeven oplossingen zijn voor het probleem van Apollonius.
Enumeratieve meetkunde kende een spectaculaire ontwikkeling tegen het einde van de negentiende eeuw, door toedoen van Hermann Schubert. Hij voerde de Schubertcalculus in.

## Belangrijkste hulpmiddelen
Een aantal hulpmiddelen, variërend van elementair tot meer geavanceerd, zijn onder andere:
- Het tellen van de dimensie
- De stelling van Bézout
- Schubertcalculus, en meer in het algemeen karakteristieke klassen in cohomologie.
- Het verband tussen het tellen van intersecties en cohomologie is de Poincaré-dualiteit.
- De studie van moduliruimten van krommen, kaarten en andere meetkundige objecten, soms via de theorie van kwantumcohomologie. De studie van kwantumcohomologie, Gromov-Witten invarianten en spiegelsymmetrie gaf een belangrijke vooruitgang in het vermoeden van Clemens.

Enumeratieve meetkunde is zeer nauw verbonden met intersectietheorie.